# Ekeby (commune de Kumla)
Pour l’article homonyme, voir Ekeby.
Ekeby est une localité de Suède dans la commune de Kumla située dans le comté d'Örebro.
Sa population était de 596 habitants en 2019.